# Narr Francke Attempto Verlag
Der Narr Francke Attempto Verlag ist ein Wissenschaftsverlag im deutschsprachigen Raum, der literaturwissenschaftliche und geisteswissenschaftliche Fach- und Lehrbücher publiziert. An den Standorten in Tübingen und München arbeiten 30 Mitarbeiter. Der Verlag veröffentlicht rund 260 Publikationen im Jahr und erhielt 2021 den Deutschen Verlagspreis als einer der drei undotierten Preisträger.

## Geschichte
Der Verleger Gunter Narr gründete im Jahr 1969 den Gunter Narr Verlag. Schwerpunkt des Verlages waren damals die Tübinger Beiträge zur Linguistik (TBL), eine linguistische Buchreihe, die bis heute besteht. Der erste Band unter dem Titel Die Sprachwissenschaft erschien als einziges Buch im Jahr 1969. Seit 1973 ist der Gunter Narr Verlag Mitglied im Börsenverein des Deutschen Buchhandels.
1984 wurde der A. Francke Verlag von Gunter Narr übernommen und der Sitz nach Tübingen verlegt. Der A. Francke Verlag ist ein ursprünglich 1831 in Bern gegründetes Unternehmen.
Der Attempto Verlag wurde in den 1970er Jahren als Universitätsverlag in Tübingen gegründet. Der Verlag Attempto sah sich in der Tradition zur Tübinger Universität. Publikationen des Verlages waren das aktuelle Vorlesungsverzeichnis, das Hochschulsportverzeichnis und ausgewählte Vorlesungsreihen aus dem Tübinger Studium Generale. Der Attempto Verlag hat sich zudem dem wissenschaftlichen Sachbuch verschrieben. Seit 1998 gehört der Attempto Verlag zur Verlagsgruppe Gunter Narr und A. Francke.
2018 übernahm der Narr Francke Attempto Verlag einen Teil der UVK Verlagsgesellschaft mbH. Mit dieser Übernahme wurde das Verlagsprogramm um den Themenschwerpunkt Wirtschaft ergänzt. Die Redaktion für die Fachbücher aus den Bereichen Wirtschaft, Tourismus und Sport und das UTB-Programm sitzt in München.
2018 übernahm der Narr Francke Attempto Verlag den expert Verlag (Gründung 1979) und verlegte den Standort von Renningen nach Tübingen. Mit dem expert Verlag erweiterte der Verlag sein Programm um die Fachgebiete Elektrotechnik und Maschinenbau. Robert Narr übernahm die Geschäftsführung des expert Verlags, der als eigenständige GmbH weitergeführt wird.
So entstand eine Verlagsgruppe mit fünf Verlagen unter einem Dach: Narr Francke Attempto – UVK – expert.

## Publikationen
Der Narr Francke Attempto Verlag publiziert vor allem Titel für die Bereiche Germanistik, Anglistik, Romanistik, Fremdsprachendidaktik, Kulturwissenschaft und Theologie.
Zu den wichtigsten wissenschaftlichen Periodika des Verlages gehören die Tübinger Beiträge zur Linguistik (TBL), die Gießener Beiträge zur Fremdsprachendidaktik sowie die geisteswissenschaftliche Reihe Bibliotheca Germanica, Studien zur deutschen Sprache. Für die Unterrichtspraxis konzipiert wurden die Reihen Studies in English Language Teaching (SELT), Linguistik und Schule (LinguS) oder Kompendium DaF/DaZ.
Ein weiterer fester Bestandteil des Verlages sind die narr Studienbücher zur germanistischen, romanistischen und anglistischen Linguistik sowie zur Deutsch- und Fremdsprachendidaktik. Die grüne Schwesterreihe narr Studienbücher Literaturwissenschaft liefert das literaturwissenschaftliche Pendant. Durch den Bologna-Prozess und die Veränderungen im europäischen Hochschulsystem ist die Reihe „narr Bachelor-Wissen“ dazugekommen.
Narr Francke Attempto ist seit 1984 Teilhaber der Vertriebsgemeinschaft Uni-Taschenbücher (UTB) und veröffentlicht im Rahmen dieses Programms einschlägige Lehr- und Studienbücher.

### Elektronische Veröffentlichungen
Nahezu das gesamte Verlagsprogramm ist auch elektronisch verfügbar. Die eLibrary bietet (Fach-)Hochschulen, Institutionen, Praktikern und  Lehrenden einen Zugang zum digitalen Buch- und Zeitschriftenprogramm des Verlags. Die eLibrary stellt darüber hinaus auch die Open-Access-Titel bereit.